# Csernovics család
A mácsai és kisoroszi nemes és gróf Csernovics család egy középkori eredetű, vagyonos nemesi család, mely a 18. században kapott magyar nemességet.

## Története
A család eredete bizonytalan, török vagy görög ősöket valószínűsítenek. Az Oszmán Birodalomban és Velencében is a nemesek között tartották a Csernovicsokat számon. Annyi biztos, hogy Csernovics Mihály már I. Lipót idejében Magyarországon élt, és 1682-ben három ezredet állított fel a király részére. Mihály fia, János, szintén három ezredet toborzott az uralkodónak 1713-ban. Az említett apa és fia 1720. április 29-én kaptak nemesi címerlevelet III. Károlytól. Mihály özvegyen maradt, 1772-ben feleségül vette özv. Szirovicza Jankóné Kováni Annát, ezután 1742-ben újdonsült feleségének első házasságából született két fiát, Szirovicza Arzént és Györgyöt örökbefogadta, majd nevére is vette őket. Később az eredeti Csernovics vérvonal megszakadt, így az örökbefogadott gyermekek vitték tovább a család nevét. Az említett Arzén legidősebb fia, Lázár, 1793. március 7-én grófi címet kapott. Sajnos a grófi ág egyetlen leányával, Júliával ki is halt. Két másik családtag, Pál és János, 1804-ben királyi adományként az Arad vármegyei Simándot, Mácsát és Újfalu pusztát kapták. Nevezetesebb Csernovics volt még Péter, aki sokat utazott Ázsiába, itthon pedig a politikában tevékenykedett. 1848-ban Temes vármegye főispánjaként és Nagykikindára királyi biztosként iktatták be.

## Címere
19. század végi leírás a nemesi címerről:
Címere kék mezőben zöld tér fölött fehér lovon zöld nyeregtakaró fölött ülő magyar vitéz, fahéj szín csizmában, vörös nadrágban, zöld dolmányban, prémes kalpagban vörös bársony lefüggővel, jobb kezében kardot villogtatva. A pajzs tetején a sisak koronáján ló nélkül ugyanolyan vitéz nyúlik fel. Foszladék jobbról ezüst-vörös, balról arany-kék.
Alább a grófi címer leírása:
Címere négy részre oszlik, középen az ősi címer a kétfejü sas félig fehér, félig vörös mezőben, a mező színeivel ellenkezőleg színezve. Az egész vérten balról kezdve fölülről lefelé rézsút egy sárga csikolat (fascia) vonul át, úgy hogy az a második és harmadik osztályon megy keresztül. A pajzs első és negyedik osztályában ezüst mezőben pej lovon vörös nyeregtakaró fölött kék magyar ruhás, prém-kalpagos vitéz vágtat, kardja hegyén törökfej van. A második és harmadik osztály kék mezejében két arany csillag és ezüst hold látható. A pajzs fölött grófi korona, és azon három koronás sisak áll. A jobb oldali sisak fölött két elefánt-ormány között a pajzsbeli vitéz ló nélkül, jobbjában kivont karddal, és annak hegyén törökfejjel; a középső sisakon félig vörös, félig fehér kétfejű sas, a bal oldalin két kék szárny, azokon egy-egy arany csillag, közben pedig ezüst hold látszik. A pajzsot telamonok gyanánt két oroszlán tartja.